# Adam Mazur (krytyk sztuki)
Adam Mazur (ur. 18 lutego 1977 w Warszawie) – polski historyk sztuki, krytyk i kurator, amerykanista.

## Życiorys
Zajmuje się sztuką współczesną, historią i krytyką fotografii. Absolwent Historii Sztuki Uniwersytetu Warszawskiego. W grudniu 2008 na Wydziale Historycznym Uniwersytetu Warszawskiego obronił pracę doktorską pt. Fotografia w rozszerzonym polu. Społeczne i artystyczne użycia fotografii w Polsce. Na jej podstawie powstała książka Historie fotografii w Polsce 1839–2009, nagrodzona w LV Konkursie im. ks. prof. Szczęsnego Dettloffa na prace naukowe młodych historyków sztuki. Od 2013 wykłada na Uniwersytecie Artystycznym w Poznaniu. W latach 1999–2004 redaktor magazynu „Fototapeta”. Członek zespołu „Krytyki Politycznej”. Członek Stowarzyszenia Historyków Sztuki. Członek Stowarzyszenia Historyków Fotografii. W latach 2002–2013 pracował w Centrum Sztuki Współczesnej Zamek Ujazdowski w Warszawie (najpierw jako asystent Milady Ślizińskiej), później od 2005 jako samodzielny kurator i w latach 2004–2013 jako redaktor naczelny magazynu „Obieg”. W latach 2005–2013 wykładał w Szkole Wyższej Psychologii Społecznej w Warszawie i na Muzealniczych Studiach Kuratorskich na Uniwersytecie Jagiellońskim. W 2013 z Jakubem Banasiakiem i Karoliną Plintą założył magazyn „Szum”, którego był redaktorem naczelnym do 2017. Laureat w 2018 Nagrody Krytyki Artystycznej im. Jerzego Stajudy (razem z Jakubem Banasiakiem i Karoliną Plintą). W tym samym roku rozstał się z pismem „Szum”.
W 2018 założył magazyn internetowy Blok”. Od listopada 2022 dyrektor łódzkiej miejskiej instytucji kulturalnej InLodz21. 
Był kuratorem m.in. takich wystaw zbiorowych jak Po końcu fotografii (2018), Centralna, Środkowo-Wschodnia (2017), Zdjęcie miasta. Fotografia warszawska i praktyki pokrewne (2013), Świat nie przedstawiony (2012), Schizma. Sztuka polska lat dziewięćdziesiątych (wspólnie z Aleksandrą Berłożecką, Aleksandrą Jach i Dominikkiem Kuryłkiem) (2009), Efekt czerwonych oczu (2008), Wenus (2008), Nowi dokumentaliści (2006), oraz wystaw indywidualnych takich artystów jak m.in. Paweł Althamer, Nicolas Grospierre, Aneta Grzeszykowska, Konrad Pustoła, Wojciech Wilczyk, Artur Żmijewski.  
W 2009 została wydana książka Kocham fotografię, będąca zbiorem jego tekstów o fotografii, która w tym samym roku doczekała się drugiego wydania, rozszerzonego i poprawionego.

## Publikacje
- Historie fotografii w Polsce 1839–2009, Kraków: Fundacja Sztuk Wizualnych, 2009, ISBN 978-83-928967-2-2.
- Kocham fotografię: wybór tekstów 1990–2009, Warszawa: Stowarzyszenie 40 000 Malarzy, 2009, ISBN 978-83-928864-1-9 (wyd. I), ISBN 978-83-928864-0-2 (wyd. II).
- Decydujący moment. Nowe zjawiska w fotografii polskiej po 2000 roku, Kraków: Karakter, 2012, ISBN 978-83-62376-20-9.
- Wiesław Borowski. Zakrywam to, co niewidoczne, wywiad-rzeka, rozmawiają Adam Mazur i Ewa Toniak, Warszawa: Stowarzyszenie 40 000 Malarzy, 2014,  ISBN 978-83-936015-7-8